# Kees Bitter
Cornelis (Kees) Bitter ('s-Hertogenbosch, 15 september 1919 - Rotterdam, 5 januari 1945) was een Nederlandse verzetsstrijder tijdens de Tweede Wereldoorlog. Hij was verantwoordelijk voor het vanaf november 1944 verraden van een groot aantal Rotterdamse en Haagse verzetsmensen.

## Jeugd en opleiding
Bitter werd in 's-Hertogenbosch geboren uit een protestantse vader en een katholieke moeder. In 1938 verhuisde het gezin naar Sliedrecht, waar vader directeur van het postkantoor werd. In 1940 haalde Bitter zijn HBS-A-diploma en ging hij economie studeren aan de Economische Hogeschool te Rotterdam.

## Verzetsactiviteiten
Hij raakte al vrij vroeg betrokken bij illegale activiteiten en werd op 12 augustus 1942 door de politie opgepakt en uitgeleverd aan de Sicherheitsdienst (SD) op beschuldiging van hulp aan Joden en wapenbezit. Bitter zat tot 10 september 1942 vast en werd daarna naar Kamp Amersfoort overgebracht, waar hij op 4 december 1942 vrijkwam met meldingsplicht bij de SD. In 1943 verhuisde hij naar de Provenierssingel en nam hij weer contact op met zijn voormalige medestudenten uit het verzet.

## Verraad
Voorjaar 1944 nam hij, na een mislukte overval op een distributiekantoor in Utrecht, het leiderschap over van de Knokploeg Rotterdam Zuid van voormalig leider Jan Engberts (bijnaam: Lange Jan), maar op 27 oktober 1944 werd hij door de SD gearresteerd. Toen vlak daarna en ook enige tijd later vele andere leden van de Rotterdamse knokploegen werden gearresteerd, begon men zich in verzetskringen af te vragen of Bitter wellicht tijdens zijn eerste of tweede arrestatie was "doorgeslagen" en gedwongen werd met de Duitsers mee te werken door verraad te plegen.
Begin november 1944 werden allerlei mensen die met Bitter in contact stonden zonder echte aanleiding opgepakt en vastgezet. Het betrof onder meer Frits Ruys, een lid van de Knokploeg Rotterdam Centrum. Dit werd gezien door Samuel Esmeijer de KP-leider "Paul" van geheel Rotterdam. Hij zag meer mensen die opgepakt waren in die auto zitten. Frits had geen enkel papier of materiaal bij zich, maar werd twee dagen later al gefusilleerd. Diezelfde week volgden nog Boy Ecury, die werd gearresteerd nadat hij uit de mis kwam, en de koerierster Marijke Zwagerman die van haar fiets werd getrokken toen zij toevallig langs de Aussenstelle kwam. Daar werden nog meer mensen opgepakt.

## Bitter in SD-Uniform
Toen de grote razzia in Rotterdam werd gehouden op 10 en 11 november 1944, werd Bitter gezien in SD-uniform. Kees Bitter is ook in Amsterdam gesignaleerd in SD uniform bij de Aussenstelle aan de Euterpestraat, alwaar hij zelfstandig in en uit kon lopen. Rotterdamse verzetsstrijders die naar Amstelveen waren verhuisd, zagen tot hun verbazing Kees Bitter in SD-uniform als een van de Duitse agenten tijdens hun aanhouding. Deze slachtoffers wisten dit feit door te geven aan Rotterdam alwaar dit bericht op groot ongeloof kon rekenen. De KP leiding ging in eerste instantie uit van een valse verdachtmaking door de bezetter om de KP leiding in slecht daglicht te plaatsen. Ook kwam het verhaal naar boven dat Bitter in Rotterdam goed bevriend was met een zekere "Jopie" wiens vader een goede verstandhouding had met de Sicherheitsdienst. Kees Bitter had voor de oorlog op een Duitse kostschool gezeten, dit was al bekend bij de KP maar na alle nieuwe feiten begon men ook op dit punt te twijfelen over de betrouwbaarheid van Bitter. En Bitter was opmerkelijk snel vrijgelaten na zijn eerste aanhouding in 1942, voor hulp aan joden gold minimaal 6 maanden strafkamp en voor wapenbezit nog zwaardere straffen.
Na lange aarzeling besloot de KP-leiding hem op te sporen. Hij werd op 27 december 1944 in Sliedrecht gevonden en overgedragen aan de KP Rotterdam Centrum. Zijn eerste verhoor leverde niets op en op 5 januari 1945 volgde een tweede verhoor waar P.J. de Beer (verzetsnaam "Witte Piet"), Henny ? en J. M. P. de Bie (verzetsnaam "Pierre") aanwezig waren. Toen gaf Bitter toe Willy Lages te kennen, het hoofd van de SD in Amsterdam. Ook gaf hij toe een SD-uniform te hebben gedragen, en dat arrestaties in zowel Rotterdam, Amsterdam als Den Haag aan hem te wijten waren. Verder bekende hij de leider van de Haagse KP te hebben verraden, waardoor deze werd gearresteerd en uiteindelijk het grootste deel van deze knokploeg gearresteerd en gedood werd.

## Liquidatie
Bitter werd schuldig bevonden en door het verzet geliquideerd. Op de avond van 5 januari 1945 werd hij bedwelmd met chloroform en kreeg een cyaankali-injectie. Deze werkte echter niet, en men schoot hem daarop door het hoofd. Zijn stoffelijk overschot werd in een jutezak genaaid en met bakstenen verzwaard in het Boerengat geworpen. Het stoffelijk overschot is nooit gevonden en Bitter werd eind jaren 60 officieel doodverklaard. 